# Dún Aengus
Dún Aonghasa (la versión no oficial anglicalizada es Dún Aengus) es el fuerte prehistórico más famoso de los muchos que se encuentran en las islas Aran en el condado de Galway, Irlanda. Está situado en la isla de Inishmore (Inis Mór), en la cima de un acantilado de 100 metros de altura. Es un importante yacimiento arqueológico de la Edad de Bronce. 
El nombre significa fuerte de Aengus, aludiendo al dios precristiano de la mitología de Irlanda.

## Descripción
El fuerte consta de una serie de cuatro gruesos muros concéntricos de piedra seca que llegan a alcanzar cuatro metros de espesor en algunas zonas. Originalmente pudo haber sido oval o en forma de D, pero la parte más cercana al acantilado se habría derrumbado, precipitándose al mar (no hay evidencias seguras que confirmen esta tesis, sin embargo). Fuera del tercer anillo de paredes aparece un sistema defensivo de losas de piedra (chevaux de frise) incrustadas en la tierra, todavía bien conservado en gran parte. Destaca una losa de piedra rectangular de grandes proporciones, la función de la cual aún es desconocida. 
Notablemente grande entre las ruinas prehistóricas, la pared exterior de Dún Aengus comprende un área de aproximadamente 6 has.

## Forma y función

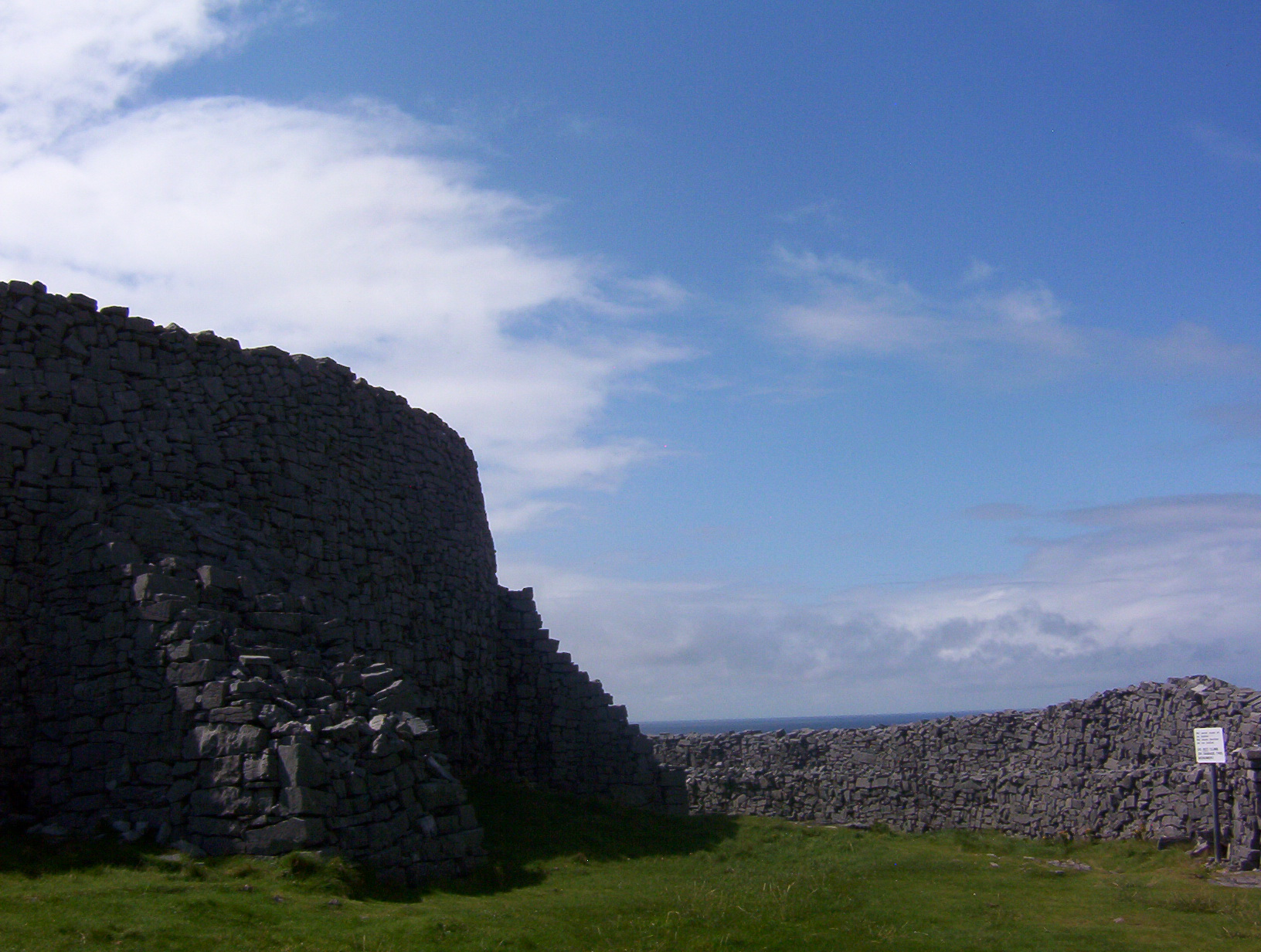
Fortificación de Dún Aengus

Fue obviamente una construcción defensiva, como el resto de fuertes de la zona. Algunos han sugerido, basándose en su especial ubicación, que el propósito inicial de Dún Aengus pudo haber sido religioso y no militar, quizá utilizado como lugar de culto por los druidas. La localización del fuerte también proporciona una vista de 120 km (75 millas) de línea costera, que pudo haber facilitado el control sobre una ruta comercial marítima.

## Actualidad
Los muros de Dún Aengus se han reconstruido hasta una altura de 6 m y tienen sendas, compartimientos y escaleras. La zona reconstruida se distingue fácilmente de la construcción original por el uso del mortero. La visita a Dún Aengus requiere una ligera ascensión y no hay valla en el borde del acantilado, así que puede no ser un buen lugar para visitar con niños o personas con problemas de movilidad. Hay un pequeño museo que ilustra la historia de la fortaleza y sus posibles funciones. También en las proximidades se encuentra una tumba neolítica y un pequeño parque que ofrece ejemplos de una cabaña cubierta con paja tradicional y de una destilería ilegal.

## Galería

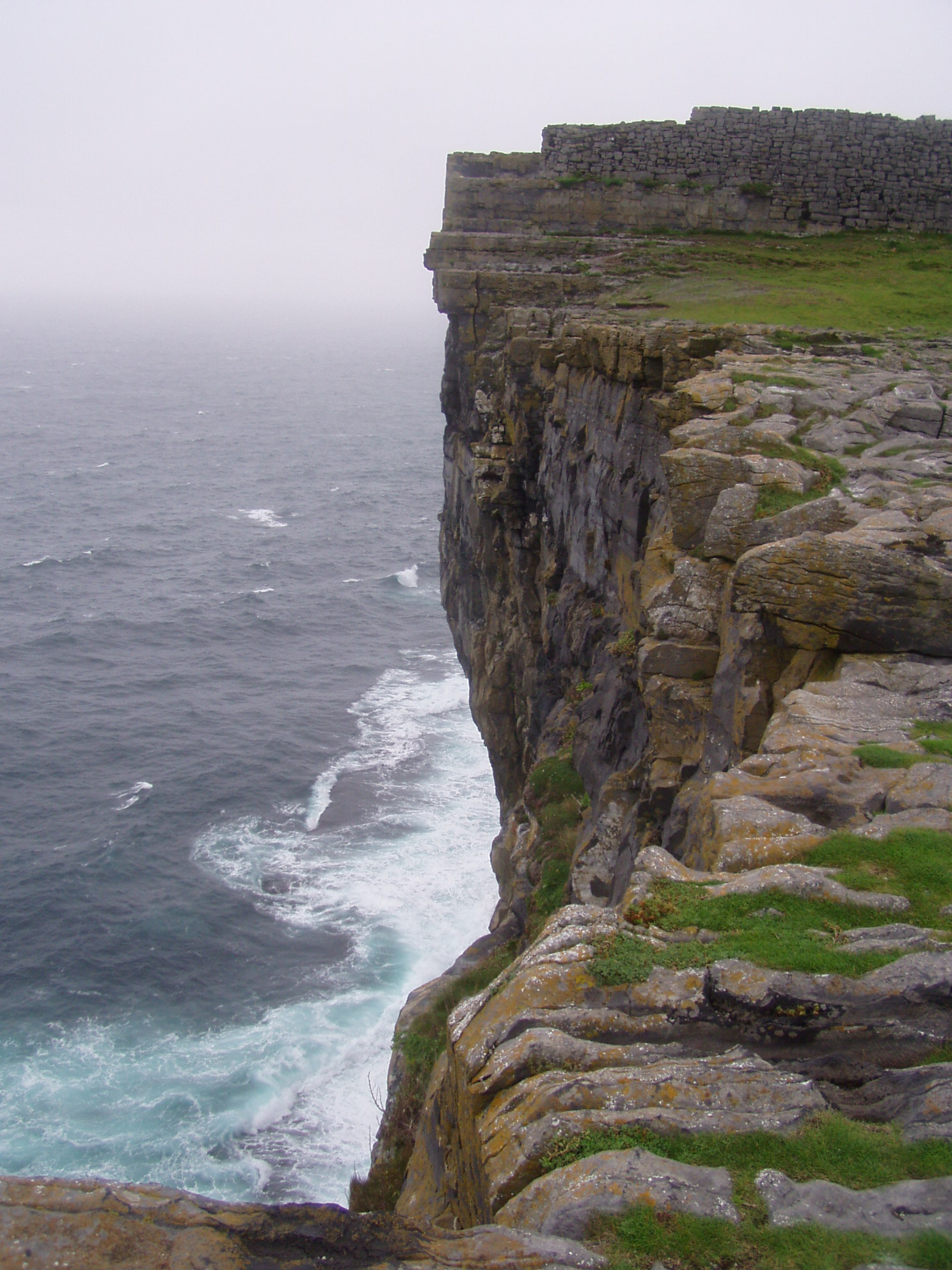
Dún Aonghasa
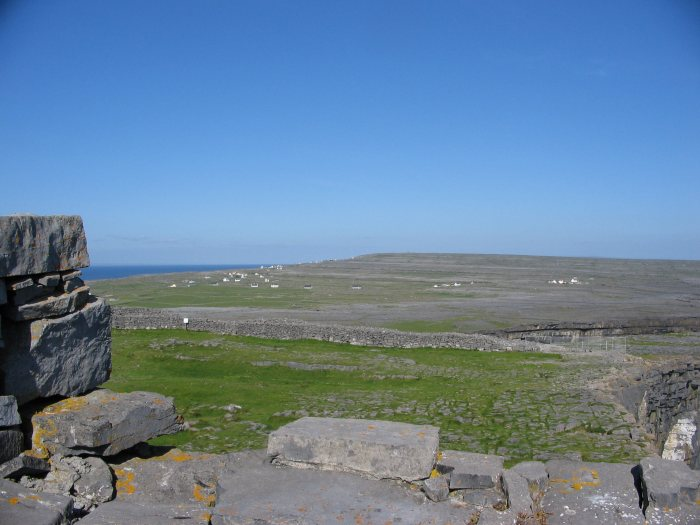
Vista de la llanura desde Dún Aonghasa
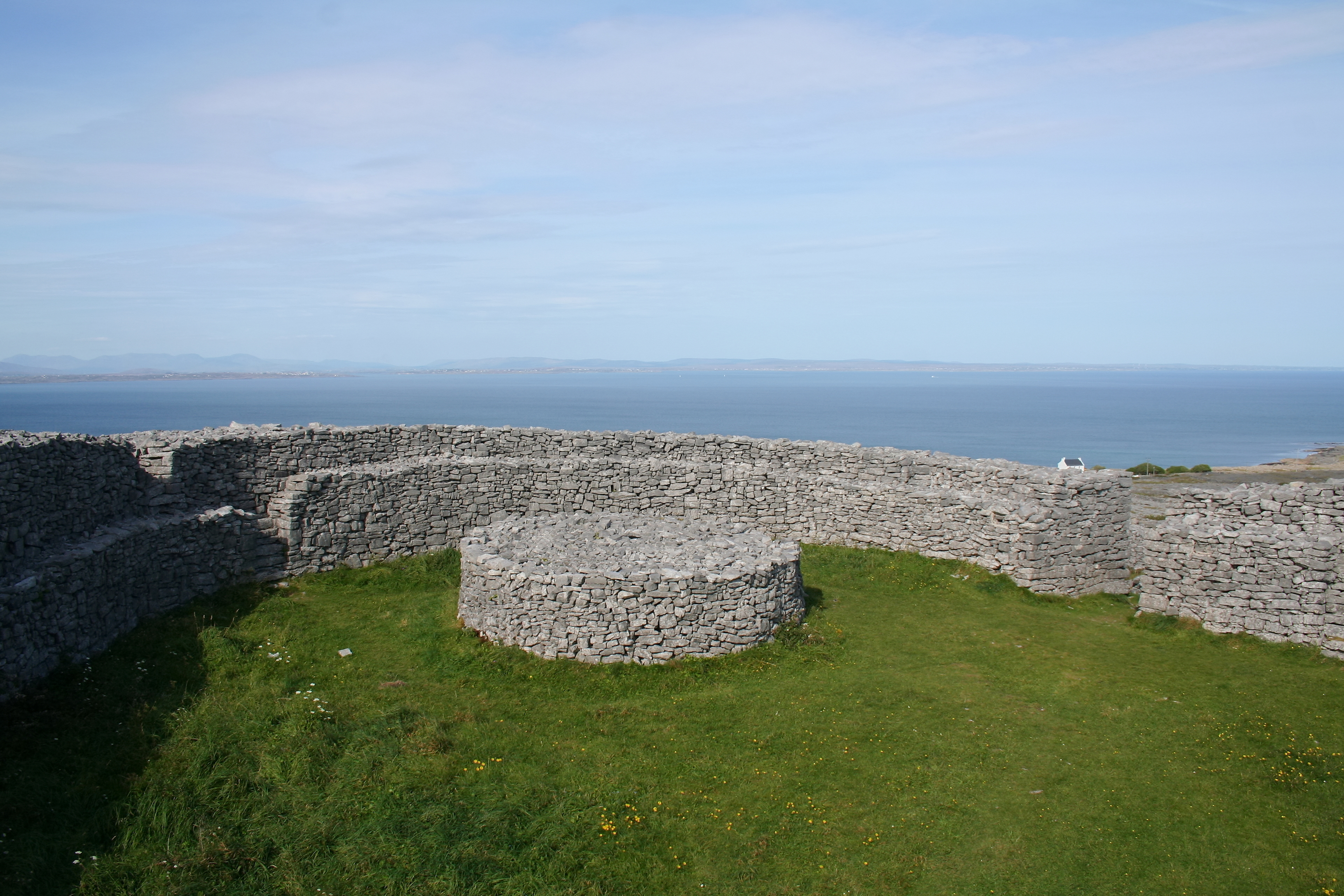
Interior de Dún Eochla